# Córrego Carandiru
Carandiru também conhecido como Carajás é um córrego que banhava a Fazenda de Sant' Ana, no atual bairro de Santana, onde foi erguido a Casa de Detenção de São Paulo.
Localizado na Bacia de Esgotamento Carandiru, zona norte de São Paulo, atravessa os distritos de Santana e Tucuruvi, e recebe afluentes dos bairros de Carandiru, Jardim São Paulo, Parada Inglesa e Vila Guilherme e deságua no Rio Tietê. A bacia do córrego drena uma área de aproximadamente 6,70 km². 
Neste percurso ele passa pelo Parque da Juventude, com ele veio preocupação com a despoluição se deu pelo forte odor e aspecto turvo de suas águas, fazendo com que essa área do parque fosse evitada pelos usuários, tanto pela poluição das águas quanto pela degradação causada pelo abandono na limpeza do leito. O acompanhamento quali-quantitativo das águas do córrego, efetuado pela Divisão de Controle Sanitário Norte e CETESB.